# Avenue Pierre-Semard (Bobigny)
L'avenue Pierre Semard est une voie de communication de Bobigny,.

## Situation et accès
Cette avenue commence son tracé au nord, dans l'axe de la rue Pierre-Semard.

## Origine du nom

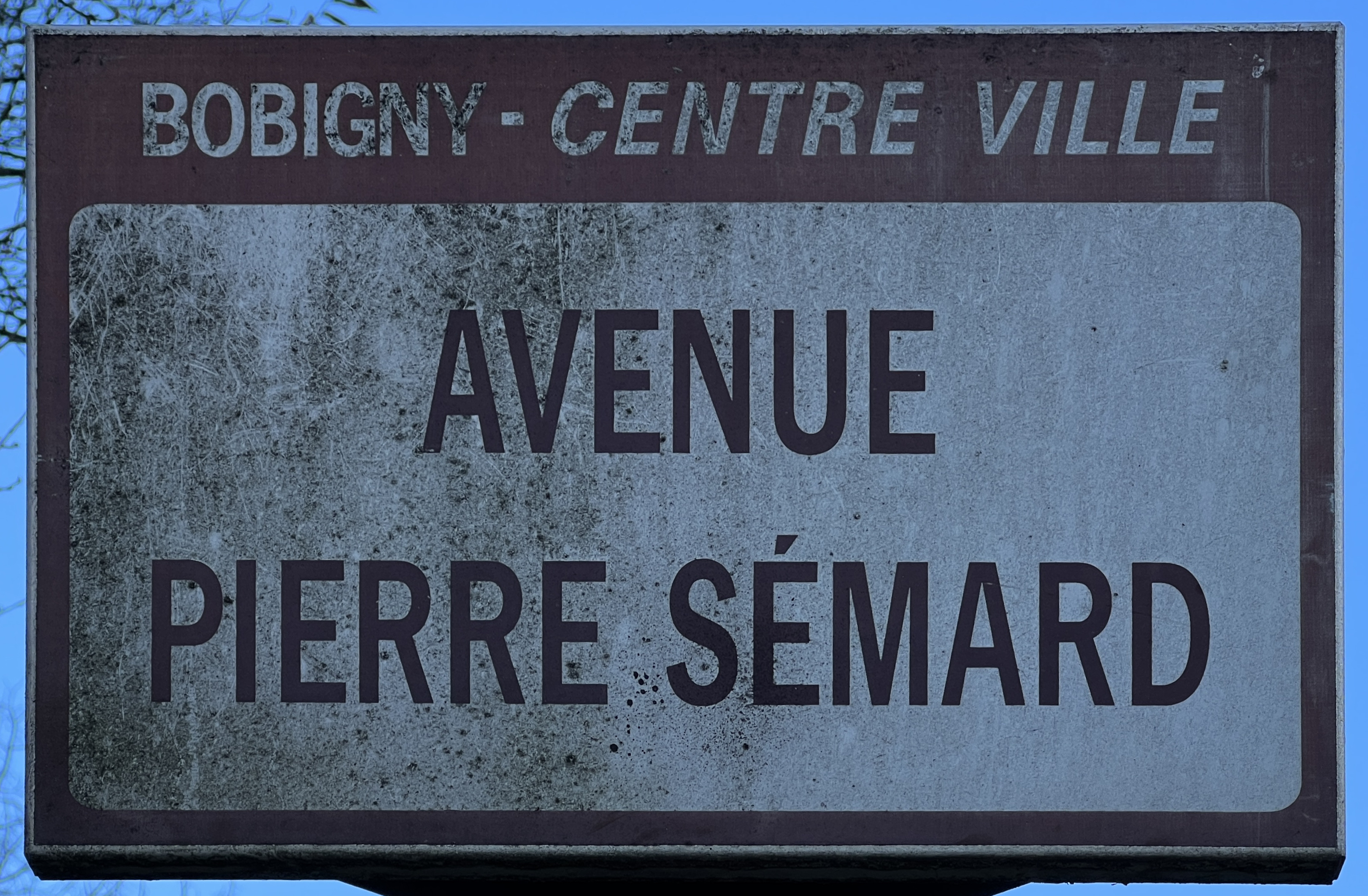
Plaque de l'avenue.

L'avenue Pierre-Semard a été nommée en hommage à l'homme politique français Pierre Semard (1887-1942).

## Historique
Elle portait autrefois le nom de rue de Drancy, commune vers laquelle elle se dirige,.

## Bâtiments remarquables et lieux de mémoire
- Cimetière communal de Bobigny.
- Hôtel de ville de Bobigny.
- Emplacement de l'ancien château de Bobigny.